# American Independent Party

Röster i elektorskollegiet i presidentvalet i USA 1968 efter delstat. American Independent Party vann de brandgula delstaternas elektorsröster.

American Independent Party är ett amerikanskt politiskt parti som ställde upp i presidentvalet 1968 och hade huvudsakligen stöd i de av demokraterna dominerade sydstaterna. Partiets program var utpräglat populistiskt, försvarade rassegregationen i södern samtidigt som man utlovade decentralisering och ökat stöd åt Medicare och andra offentliga sjukvårdsprogram. Partiets kandidater, den demokratiske före detta Alabamaguvernören George Wallace och krigsveteranen Curtis LeMay, erhöll 13,5 procent av rösterna och majoritet i delstaterna Arkansas, Louisiana, Mississippi, Alabama och Georgia. Sammanlagt gav detta partiet 46 elektorsröster, mot republikanernas 303 och demokraternas 191.
Partiet har därefter fortsatt sin verksamhet och ställde 1972 upp den före detta kongressledamoten John G. Schmitz till presidentkandidat. Partiet har sedan dess inte vunnit några elektorsröster i presidentaval och har reducerats till ett obetydligt lokalparti i Kalifornien. 2008 uppgavs partiets medlemsantal av en källa till 328 000 personer.
Partiet har stött Constitution Party i nationella val och motsvarar detta parti i delstaten Kalifornien. Partiet splittrades 2008 i en grupp som stödde Constitution Partys presidentkandidat Chuck Baldwin och en falang som stödde Alan Keyes kandidatur. I valet 2020 stödjer partiet Rocky De La Fuente presidentkandidatur och Kanye West vice presidentkandidatur.